# Florijan Mićković
Florijan Mićković (Mostar, 26. travnja 1935. – Mostar, 19. veljače 2021.), akademski kipar i slikar. Živio je i djelovao kao samostalni umjetnik u Mostaru i Međugorju u Bosni i Hercegovini. Bio je član Hrvatskog društva likovnih umjetnika i Udruženja likovnih umjetnika BiH. Pripadao je Mostarskom likovnom krugu.

## Životopis
Osnovnu i srednju školu završio je u rodnom Mostaru. Diplomirao je na Akademiji likovnih umjetnosti u Zagrebu u klasi Antuna Augustinčića 1962. godine. Tijekom studija posjetio je Italiju, Španjolsku, Francusku, Njemačku, Nizozemsku. U Engleskoj boravi 1987. kao stipendist fonda “Moše Pijade“. Ostvario je niz samostalnih izložbi diljem svijeta. Najvažnijom je smatrao zajedničku izložbu Mostarskog likovnog kruga. Za života je izradio niz spomen poprsja, prikaza narodnih heroja, svetaca, raspela i uglednika koji su bili postavljeni u javnim ustanovama, samostanima, i na otvorenim prostorima. U ratu 1991. – 1995. je uništena ili nestala većina njegovih djela. Bavio se i pedagoškim radom te jedan od najzaslužnijih za ponovno pokretanje kolonije u Počitelju nakon rata.